# Luigi Randazzo
Luigi Randazzo, né le 30 avril 1994 à Catane, en Italie, est un joueur italien de volley-ball. Il mesure 1,98 m et joue réceptionneur-attaquant. Il est international italien.

## Clubs
| Club                              | De        | À         |
| --------------------------------- | --------- | --------- |
| Associazione Sportiva Volley Lube | 2010-2011 | 2012-2013 |
| Blu Volley Vérone                 | 2013-2014 | ...       |

## Palmarès
- Championnat d'Europe des moins de 21 ans (1)
  - Vainqueur : 2012
- Challenge Cup (1)
  - Vainqueur : 2011
- Championnat d'Italie (1)
  - Vainqueur : 2012
- Coupe d'Italie
  - Finaliste : 2012, 2013
- Supercoupe d'Italie (1)
  - Vainqueur : 2012